# NGC 1515A
NGC 1515A is een balkspiraalstelsel in het sterrenbeeld Goudvis. Het sterrenstelsel bevindt zich dicht bij NGC 1515A.

## Synoniemen
- ESO 156-34
- FAIR 397
- PGC 14388